# Putzerstation

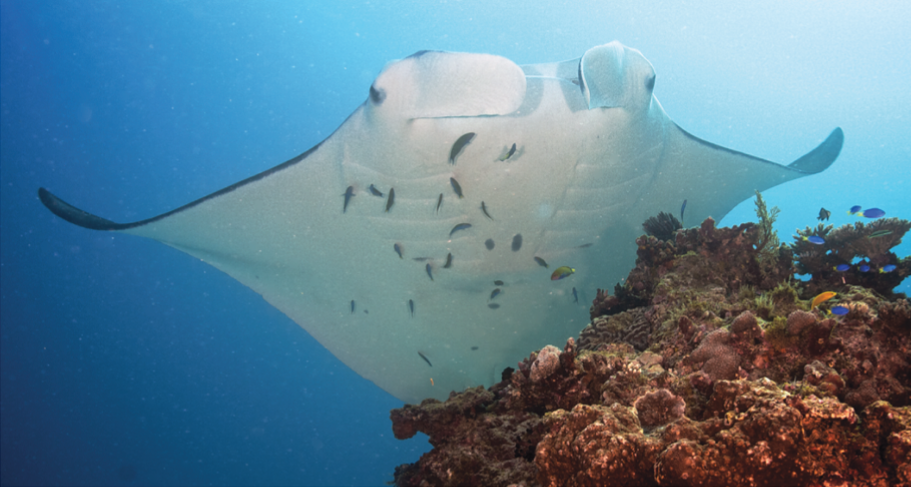
Ein Rochen hält mehrere Minuten eine stationäre Position über einer Putzerstation, während er sich reinigen lässt.

Als Putzerstationen oder auch Putzstationen werden Orte bezeichnet, die Meereslebewesen aufsuchen, um sich von kleineren Wesen putzen zu lassen. Solche Stationen gibt es sowohl in Süß- als auch in Salzwasserumgebungen; sie werden von Tieren wie Fischen, Meeresschildkröten und Flusspferden genutzt.
Beim Putzvorgang werden u. a. Parasiten vom Körper des Putzgastes entfernt; der Putzvorgang selbst wird von verschiedenen kleinen Tieren durchgeführt, darunter sogenannte Putzgarnelen und verschiedene Arten Putzerfische, wie Putzerlippfische und Grundeln.
Bei der Annäherung an die Putzerstation zeigen Tiere beispielsweise durch ihre Positionierung an, dass sie eine Reinigung wünschen. Die Putzerfische fressen dann die Parasiten von Körper des Putzgastes, wobei sie auch in den Mundraum und zwischen die Kiemen vordringen. Dabei handelt es sich um eine Form der Putzsymbiose.
Putzerstationen sind beliebte Ziele für Tauchausflüge; dies wird inzwischen kritisch bewertet, da manche Fischarten sich durch die Gegenwart der Taucher gestört fühlen können.